# Ovabunda faraunenesis
Ovabunda faraunenesis är en korallart som först beskrevs av Verseveldt och Cohen 1971.  Ovabunda faraunenesis ingår i släktet Ovabunda och familjen Xeniidae. Inga underarter finns listade i Catalogue of Life.